# ため息/夢
「ため息/夢」（ためいき/ゆめ）は、柴田淳の6枚目のシングル。

## 解説
2003年5月8日発売。
アルバム『ため息』からドラマ主題歌となった2曲がシングルカットされた。

## 収録曲
1. ため息
2. 夢

## タイアップ
| 曲名   | タイアップ                                            |
| ------ | ----------------------------------------------------- |
| ため息 | テレビ朝日系ドラマ『おみやさん』（第2シリーズ）主題歌 |
| 夢     | CBC・TBS系ドラマ30『愛の110番』主題歌                 |

## カバー
夢
- 二宮和也（嵐）- VHS/DVD/Blu-ray『How's it going? SUMMER CONCERT 2003』（2003年12月17日発売）収録
- Tiara - カバーアルバム『Girl～Tiara Love Song Covers～』（2014年2月12日発売）収録